# تيشور
تيشور هي قرية تقع في جنوب جبال اللاذقية، تحديداً على السفح الجنوبي الشرقي لجبل الرأس الذي يرتفع 311م. وتشرف على وادي تيشور شرقاً وجنوباً، وهي تتبع ناحية قرى مركز ومنطقة طرطوس وتبعد عنها 17 كم شرقاً. وتعتبر القرية الثالثة من حيث عدد السكان والثانية من حيث المساحة، يبلغ عدد سكانها حولي ثلاثة آلاف نسمة.
على الرغم من أن إعمار القرية حديث، إلا أنها تضم بعض الأبنية القديمة؛ إذ عثر فيها على لُقى وبقايا جدران يعتقد أنها من العصر الروماني. مساكنها حجرية-أسمنتية تتعدد في بعضها الطوابق، وهي محاذية للطريق التي تخترقها من الجنوب إلى الشمال، تجاورها غابة صغيرة من الصنوبر والسنديان.
يعمل سكانها في الزراعة البعلية وينتجون الزيتون والكرمة واللوز والحبوب. كما أن هناك أراضيَ أخرى مرواةً من مياه الآبار المحفورة في الوادي المجاور تنتج الخضر كالبندورة والفاصولياء واللوبياء وغيرها. تشرب من شبكة مشروع مياه نبع الشماميس، ومن عين محلية. تصلها بطرطوس طريق مزفتة عبر طريق نقيب-دريكيش. تتبعها مزرعة بعدري يخترق القرية نهر صغير يجف صيفاً.